# 34388 Wylonis
34388 Wylonis è un asteroide della fascia principale. Scoperto nel 2000, presenta un'orbita caratterizzata da un semiasse maggiore pari a 2,2703790 au e da un'eccentricità di 0,1134028, inclinata di 6,93881° rispetto all'eclittica.